# KFNB – Vindobona II bis Flora
| KFNB „VINDOBONA II“ bis „FLORA“         | KFNB „VINDOBONA II“ bis „FLORA“ | KFNB „VINDOBONA II“ bis „FLORA“ |
| --------------------------------------- | ------------------------------- | ------------------------------- |
| KFNB „Concordia“                        |                                 |                                 |
| KFNB „Concordia“nach der Rekonstruktion |                                 |                                 |
| Technische Daten                        |                                 |                                 |
|                                         | 1865                            | Reko 1866/69                    |
| Bauart                                  | 1B n2                           | 1B n2                           |
| Zylinder-Ø                              | 395 mm                          | 395 mm                          |
| Kolbenhub                               | 619 mm                          | 619 mm                          |
| Treibrad-Ø                              | 1897 mm                         | 1897 mm                         |
| Laufrad-Ø vorne                         | 1225 mm                         | 1212 mm                         |
| Laufrad-Ø hinten                        | –                               | –                               |
| Fester Radstand                         | k. A.                           | 4465 mm                         |
| Gesamtradstand                          | k. A.                           | 4465 mm                         |
| Gesamtradstand + Tender                 | k. A.                           | k. A.                           |
| Heizfl. d. Rohre                        | 95,1 m²                         | 97,7 m²                         |
| Heizfl. d. Feuerbüchse                  | 7,6 m²                          | 8,3 m²                          |
| Rostfl.                                 | k. A.                           | 1,50 m²                         |
| Dampfdruck                              | 5,4                             | 8,1                             |
| Gewicht (leer)                          | k. A.                           | 30,6 t                          |
| Adhäsionsgewicht                        | k. A.                           | 19,7 t                          |
| Dienstgewicht                           | k. A.                           | 30,9 t                          |
| Dienstgewicht + Tender                  | k. A.                           | k. A.                           |
| Gesamtgewicht                           | 102,7 t                         | 106,0 t                         |
| Wasser                                  | k. A.                           | k. A.                           |
| Kohle                                   | k. A.                           | k. A.                           |
| Länge                                   | k. A.                           | 8,081 m                         |
| Länge + Tender                          | k. A.                           | k. A.                           |
| Höhe                                    | k. A.                           | k. A.                           |

Die Dampflokomotiven „VINDOBONA II“ bis „FLORA“ waren Personenzuglokomotiven mit der Achsformel 1B der KFNB.
Sie wurden 1856 von der Lokomotivfabrik Maffei in München an die KFNB geliefert.
Sie waren baugleich mit den Maschinen der ersten Lieferung dieser Fabrik (KFNB – Telegraph I bis Euterpe I).
Die Maschinen hatten innen liegende Zylinder und eine zwischen den Kuppelachsen weit durchhängende Feuerbüchse.
Die Maschinen wurden 1866/1869 rekonstruiert, wobei statt des Dampfdoms ein zylindrischer Schlot installiert wurde.
Alle Maschinen wurden zwischen 1880 und 1883 ausgeschieden.